# Střezetice
Obec Střezetice (německy Stresetitz) se nachází v okrese Hradec Králové, kraj Královéhradecký. Žije zde 376 obyvatel.

## Části obce
- Střezetice
- Dlouhé Dvory

## Historie
První písemná zmínka o obci pochází z roku 1351. Poblíž obce se odehrála roku 1866 bitva u Hradce Králové.

## Památky
- Střezetický dub